# Huevo del reloj
El Huevo del reloj o también Tercer huevo imperial es un huevo de Fabergé.

## Historia
Fue creado en el taller de Peter Carl Fabergé para el zar ruso Alejandro III y presentado a su esposa, María Fiódorovna, en la Pascua ortodoxa de 1887.

## Descripción
El huevo fue creado en estilo Luis XVI y consiste en una pequeña caja ovalada maciza de superficie estriada, con lengüeta de oro de 18 quilates que descansa sobre un anillo de oro con decoraciones en forma de onda sostenido por tres juegos de patas en forma de ménsula que terminan en pies de león. Uniéndose a estas patas hay festones de rosas y hojas hechos en una variedad de aleaciones de oro de colores y unidos en el medio de cada lado con zafiros cabujón ovalados a juego. Sobre cada zafiro hay un lazo de oro decorado con una serie de diminutos diamantes, y el frente del huevo tiene un solo diamante mucho más grande en un broche de diamantes de mina antigua que, cuando se presiona, abre la tapa del huevo para revelar su sorpresa. El huevo estuvo perdido durante muchos años, pero fue redescubierto en 2012 por casualidad lo que fue ampliamente informado.

## Sorpresa
Un reloj de señora Vacheron Constantin de oro de 14 quilates, con esfera de esmalte blanco y manecillas de oro con diamantes calados engastados.
En algún momento posterior, el reloj fue montado sobre la caja mediante la inserción de una bisagra para poder elevarlo en posición vertical, para ser utilizado como reloj de mesa.

## Procedencia
| fechas de custodia                                      | Custodio                                                                                           | Descripción en el momento de la custodia | Método de transferencia                                                         |
| ------------------------------------------------------- | -------------------------------------------------------------------------------------------------- | --- | ------------------------------------------------------------------------------- |
| 1886 a 1887                                             | Taller de August Holmström, joyero jefe de la Casa Fabergé                                         | | Venta por fabricante (2160 rublos)                                              |
| abril de 1887 a septiembre de 1917                      | Gabinete Imperial Ruso, Emperatriz María Fiódorovna (más tarde Emperatriz Viuda), Palacio Anichkov | "1887 - Huevo de Pascua con reloj, decorado con diamantes, zafiros y diamantes talla rosa 2160 r(oubles)" (Libros de cuentas de N. Petrov (Adjunto al Gerente del Gabinete Imperial)) | Confiscación                                                                    |
| septiembre de 1917 al 17 de febrero-24 de marzo de 1922 | Armería del Kremlin de Moscú                                                                       | "Artículo 1548. Un reloj de oro de mujer, abierto y engastado en un huevo de oro con un diamante. Este último sobre un trípode de oro con tres zafiros. Número 1644" (documentación de archivo del Kremlin informada) | Transferencia                                                                   |
| 17 febrero-24 de marzo de 1922 a Desconocido            | Plenipotenciario especial del Consejo de Comisarios del Pueblo, Iván Gavrilovich Chinariov         | "Un huevo de oro con reloj, pulsador de diamantes y peana con 3 zafiros y diamantes talla rosa" (descripción del artículo 68/1548 en las actas de traslado al Plenipotenciario Especial) | Desconocido                                                                     |
| Desconocido hasta el 7 de marzo de 1964                 | "Clark"                                                                                            | "Reloj de oro en caja en forma de huevo sobre soporte de oro tricolor forjado engastado con joyas, reloj de oro de catorce quilates en caja en forma de huevo con lengüeta con cierre de mina antigua de setenta y cinco puntos de Vacheron Constantin; sobre soporte de oro tricolor de dieciocho quilates exquisitamente labrado con un anillo, bordeado con volutas onduladas y pares de patas en forma de ménsula cisele con una corona de rosas, colgantes de hojas tintadas pendiendo de los pies de animales con bastidor de anillo: el anillo lleva tres medallones de zafiros cabujón coronados por pequeñas cintas anudadas engastadas con diminutos diamantes, que sostienen guirnaldas de rosas y hojas de oro de tres tonos muy finamente talladas que continúan hacia abajo y sobre los pares de patas. Altura 31/4 pulgadas" (Catálogo Parke Bernet, 1964). | Venta por subasta, Parke Bernet, Nueva York ($2,450 USD)                        |
| Desconocido                                             | | |                                                                                 |
| Desconocido - Acerca de 2004                            | Un distribuidor en el medio oeste americano                                                        | Contenido estimado de $ 15,000 en oro y gemas | Venta en un "mercadillo en el Medio Oeste de Estados Unidos" (por $ 13,302 USD) |
| Acerca de 2004 - Acerca de 2014                         | Un comerciante de chatarra en el Medio Oeste de Estados Unidos                                     | "El tercer huevo de Pascua imperial perdido de Carl Fabergé. Entregado por Alejandro III Emperador y autócrata de todas las Rusias a la emperatriz María Feodorovna para la Pascua de 1887. El huevo de oro amarillo enjoyado y estriado se encuentra sobre su pedestal de trípode original, que tiene patas de león perseguidas y está rodeado por guirnaldas de oro de colores suspendidas de zafiros azules cabujón rematados con lazos de diamantes rosas. Contiene una sorpresa de un reloj de señora de Vacheron Constantin, con una esfera de esmalte blanco y agujas de oro caladas con diamantes engastados. El reloj se ha sacado de su caja para montarlo en el huevo y tiene bisagras, lo que le permite permanecer en posición vertical. Realizado en el taller del Jefe-Joyero de Fabergé: August Holmström, San Petersburgo, 1886-1887. Altura 8,2 cm".     | Venta a un coleccionista privado a través de Wartski (por un monto no revelado) |
| 2014 -                                                  | Colección privada                                                                                  | |                                                                                 |

## Búsqueda
El huevo de Pascua imperial de 1887 fue descrito en documentos del gabinete imperial ruso como:
"Huevo de Pascua con reloj, decorado con diamantes, zafiros y diamantes talla rosa - 2160 r:"

 "Huevo de oro con reloj con pulsador de diamantes sobre pedestal de oro con 3 zafiros y rosas de diamantes talla rosa"

 "Huevo de oro con reloj sobre pedestal de diamantes (?) sobre pedestal de oro con 3 zafiros y diamantes talla rosa"
En marzo de 1902, un huevo idéntico al huevo recuperado en 2012 fue fotografiado in situ con otros tesoros de la emperatriz viuda María Feodorovna en la Exposición de la Mansión Von Dervais en San Petersburgo. La exposición se tituló Artefactos de Fabergé, miniaturas antiguas y cajas de rapé  lo que sugiere que los objetos que no son miniaturas o cajas de rapé son de Fabergé. La fotografía de esta exhibición sobrevive y el huevo identificado en 2011 como el Tercer Huevo Imperial se ve colocado en una vitrina en la que los otros once huevos visibles son todos identificables como huevos Fabergé pertenecientes a María Fiódorovna (Palmade y Palmade 2011).

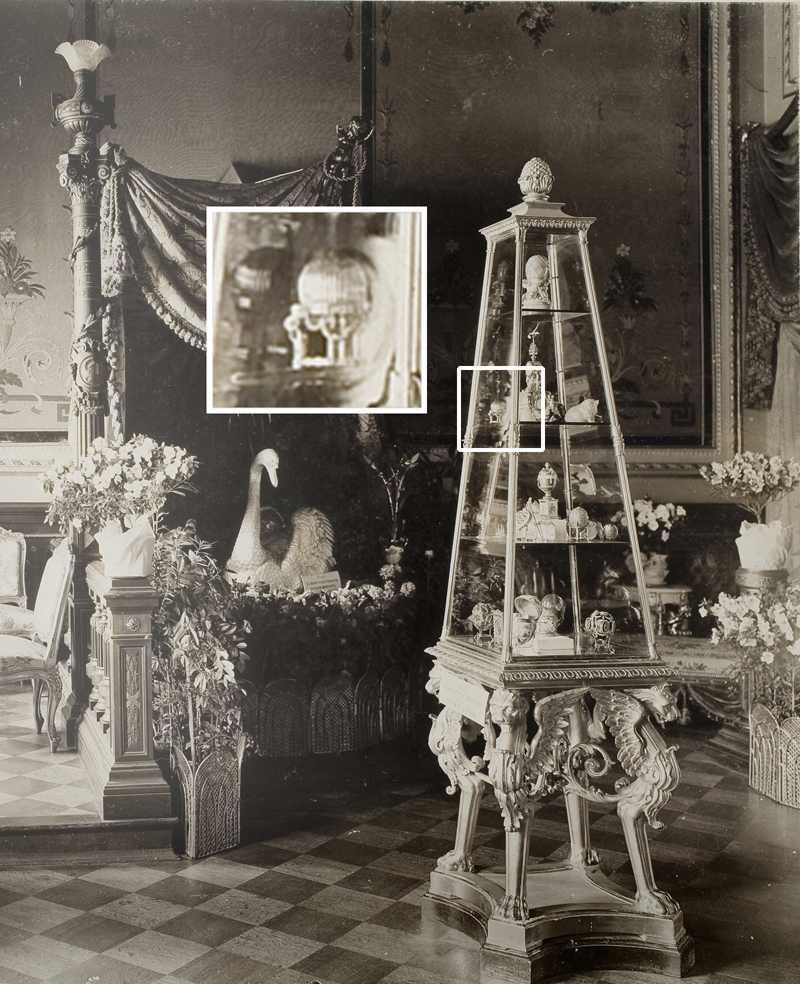
La vitrina piramidal donde se mostraron los huevos y objetos Fabergé propiedad de la emperatriz viuda María, en la exposición benéfica celebrada en la mansión Von Dervis en 1902. En el recuadro, el huevo ampliado.

Las descripciones del Gabinete Imperial Ruso se ajustan a una descripción en el inventario soviético de 1922 de artículos confiscados de un huevo con zafiros, un pulsador de diamantes y un pedestal de oro. El inventario de 1922 no especifica que este huevo sea de Fabergé, pero es la descripción del huevo en ese inventario la que es más consistente con la de Fabergé en los libros de cuentas anteriores del Gabinete Imperial Ruso. El hecho de que no se identificara el huevo como Fabergé durante la confiscación y las transferencias de 1917 a 1922 probablemente represente el comienzo de su pérdida.
Desde el comienzo de la búsqueda de Fabergé hasta 2008, el huevo del reloj de la serpiente azul se identificó como el huevo de Pascua imperial de 1887, aunque no tenía zafiros, el estilo elaborado era más consistente con los huevos Fabergé posteriores, y el precio de 1887 de 2160 rublos parecía demasiado bajo. Por lo tanto, la teoría de un Tercer Huevo Imperial perdido no se presentó hasta octubre de 2008 cuando Annemiek Wintraecken postuló que el Huevo del Reloj de la Serpiente Azul era de hecho el huevo supuestamente perdido de 1895, dejando el huevo de 1887 sin explicación.
El 6 de julio de 2011, dos expertos de Fabergé en América, Vincent y Anna Palmade descubrieron una imagen de un huevo idéntico al de la fotografía de la exposición de Von Dervais de 1902 en un catálogo antiguo de una subasta de marzo de 1964 en Parke-Bernet (ahora Sotheby's). La "imagen recién descubierta del huevo... provocó una búsqueda frenética por parte de Sotheby's para rastrear su paradero" y presumiblemente condujo al artículo de Roya Nikkhah titulado "¿Está este nido de huevos de £ 20 millones en su repisa de la chimenea?" publicado el 13 de agosto de 2011 en The Daily Telegraph .
El artículo del Telegraph de 2011 incluía una entrevista con Kieran McCarthy, "un experto en Fabergé del joyero Wartski de Mayfair" y McCarthy afirmó que "quienquiera que tenga esta pieza no tendrá idea de su procedencia y significado, ni sabrán que están mirando una reliquia real" que podría valer 20 millones de libras esterlinas". McCarthy planteó la hipótesis de que "hay muchas posibilidades de que este huevo esté en algún lugar de este país, porque aunque no se vendió como Fabergé en la subasta de 1964, muchos coleccionistas de Fabergé y compradores de obras de arte 'estilo Fabergé' eran coleccionistas ingleses en ese tiempo." Si bien la hipótesis de la propiedad inglesa actual resultó incorrecta, los esfuerzos de búsqueda y los comentarios en el Reino Unido llevaron a la publicación del artículo del Telegraph que incluía la fotografía en blanco y negro del catálogo de 1964 y repetía gran parte de la descripción, incluido que el huevo contenía "un reloj de oro del relojero suizo Vacheron & Constantin". El artículo se archivó en línea y luego estuvo disponible para la audiencia global (lectura en inglés) a través del buscador Google.
En 2012, un comerciante de chatarra en Estados Unidos investigó el huevo de oro que había "languidecido en su cocina durante años". Había comprado el huevo una década antes por 13,302 dólares "según su peso y el valor estimado de los diamantes y zafiros que aparecen en la decoración" con la intención de "vendérselo a un comprador que lo fundiría", pero "los posibles compradores pensaron que él había sobreestimado el precio y lo rechazaban". El comerciante de chatarra "buscó en Google 'huevo' y 'Vacheron Constantin', un nombre grabado en el interior del reloj"  y el resultado fue el artículo del Telegraph de 2011. Él "reconoció su huevo en la imagen".
El chatarrero contactó a Kieran McCarthy y voló a Londres para obtener la opinión de Wartski. McCarthy informó que el chatarrero "no había dormido en días" y "trajo fotos del huevo y supe instantáneamente que era eso". Me quedé estupefacto, era como ser Indiana Jones y encontrar el Arca Perdida". Posteriormente, McCarthy voló a los EE. UU. para verificar el descubrimiento y describió la ubicación del hallazgo como "una casa muy modesta en el Medio Oeste, al lado de una carretera y un Dunkin 'Donuts". Allí estaba el huevo, junto a unos cupcakes en la encimera de la cocina". Posteriormente, se incluyó una imagen del huevo in situ en el mostrador de la cocina junto a una magdalena en el artículo de seguimiento del Telegraph en marzo de 2014 y en varios artículos circulando en Internet.
McCarthy le confirmó al chatarrero que tenía un huevo de Pascua Imperial Fabergé y el comerciante "grabó el nombre del Sr. McCarthy y la fecha en el taburete de madera en el que se sentó el Sr. McCarthy para examinar el huevo". McCarthy señaló que el chatarrero "invirtió algo de dinero en esta pieza y se aferró a ella porque era demasiado terco para venderla con pérdidas" y "he estado cerca de los descubrimientos más maravillosos en el mundo del arte, pero no creo que alguna vez haya visto uno como este: encontrar este extraordinario tesoro en medio de la nada".
Wartski compró el huevo por una cantidad sin determinar en nombre de un coleccionista de Fabergé que permitió a la firma exhibir la pieza, por primera vez en 112 años, en abril de 2014. Como evidencia de su viaje, el huevo "tiene varios rasguños donde los posibles compradores anteriores probaron el metal para determinar su contenido de oro ... el nuevo comprador pensó que habían mejorado la pieza porque son parte de su historia".

## Exposiciones
- Marzo de 1902, Exposición de la mansión Von Dervais, San Petersburgo
- 14-17 de abril de 2014, exhibido en Wartski, 14 Grafton Street, Londres
- 20 de noviembre de 2021 - 8 de mayo de 2022, "Fabergé in London: Romance to Revolution", Victoria and Albert Museum, Londres[9]